# سیارک ۳۷۴۱
سیارک ۳۷۴۱ (به انگلیسی: 3741 Rogerburns، نامگذاری:1981EL19) سه هزار و هفتصد و چهل و یکمین سیارک کشف شده‌است که در ۲ مارس ۱۹۸۱ کشف شد.
قدر مطلق سیارک برابر ۱۳٫۲۰ است.